# Sioni Bolnisi
Sioni Bolnisi (gruz. სკ სიონი ბოლნისი) – gruziński klub piłkarski z siedzibą w Bolnisi.

## Historia
Klub został założony w 1936 jako Sioni Bolnisi. Na początku grał w rozgrywkach lokalnych.
W roku 1995 klub awansował do Umaglesi Liga. W 2004 roku Sioni i WIT Georgia Tbilisi mieli tyle samo punktów w końcowej klasyfikacji. Zadecydował mecz dodatkowy, wygrany przez WIT Georgia 2:0. Sioni nie zagrało w Pucharze UEFA z powodu zamieszek.

## Sukcesy
- Mistrzostwo Gruzji:

mistrz: 2005/06
wicemistrz: 2003/04
- Puchar Gruzji:

finalista: 2002/03
- Superpuchar Gruzji:

finalista: 2005/06

## Europejskie puchary
Legenda do wszystkich tabel:
- Q – runda eliminacyjna, 1/16, 1/8, 1/4, 1/2 – odpowiednia faza rozgrywek, Grupa – runda grupowa, 1r gr – pierwsza runda grupowa, 2r gr – druga runda grupowa, F – finał, R – runda, PO – play-off
- k. – rzuty karne, los. – losowanie, Dogr. – dogrywka, w. – zasada bramek strzelonych na wyjeździe

| Sezon   | Rozgrywki     | Runda | Klub             | Dom | Wyjazd | Ogólnie |
| ------- | ------------- | ----- | ---------------- | --- | ------ | ------- |
| 2003/04 | Puchar UEFA   | Q     | FK Púchov        | 0–3 | 0–3    | 0–6     |
| 2006/07 | Liga Mistrzów | 1Q    | Bakı FK          | 2–0 | 0–1    | 2–1     |
| 2006/07 | Liga Mistrzów | 2Q    | Lewski Sofia     | 0–2 | 0–2    | 0–4     |
| 2014/15 | Liga Europy   | 1Q    | Flamurtari Wlora | 2–3 | 2–1    | 4–4, w. |